# Thomas Gajda
Thomas Gajda (* 17. Juli 1989) ist ein ehemaliger deutscher Basketballspieler.

## Leben
Der zwei Meter große Flügelspieler spielte für TG Werste und BBG Herford, ehe er zu den Paderborn Baskets wechselte, für die er in der Jugend auflief und im Laufe der Saison 2006/07 seinen Einstand in der Basketball-Bundesliga gab. Im Sommer 2007 nahm er mit der deutschen U18-Nationalmannschaft an der Europameisterschaft dieser Wettkampfklasse teil. Bis 2009 bestritt Gajda insgesamt 20 Kurzeinsätze in der Bundesliga für die Ostwestfalen. Nach dem Abstieg in die 2. Bundesliga ProA spielte er noch zu Saisonbeginn 2010/11 für Paderborn. Im Spieljahr 2013/14 beging der unter Hüftbeschwerden leidende Gajda nach zweieinhalb Jahren Basketballpause im Hemd des Regionalligisten BBG Herford eine kurze Rückkehr aufs Spielfeld.
In der Saison 2014/15 betreute er als Trainer die U16-Mannschaft Paderborns in der Jugend-Basketball-Bundesliga, nachdem er zuvor andere Jugendmannschaften des Vereins betreute.